# Lars Wilmsen
Lars Wilmsen (* 14. Juli 1993 in Duisburg) ist ein deutscher Volleyballspieler.

## Karriere
Lars Wilmsen betrieb zunächst Triathlon, Tennis und Leichtathletik, bevor er durch eine Schul-AG zum Volleyball kam. Er wuchs in Moers auf und spielte von 2007 bis 2010 beim Moerser SC. Da es bei diesem Verein zu der Zeit keine Jugendmannschaft gab, war Wilmsen außerdem 2007/08 beim Osterather TV aktiv. Von 2008 bis 2010 spielte er in der Jugend des VV Humann Essen. 2010 wechselte der Mittelblocker zum 1. VV Kamp-Lintfort. Mit dem TuB Bocholt schaffte er in der Saison 2011/12 den Aufstieg in die dritte Liga. Anschließend wechselte er zum Zweitligisten Rumelner TV, mit dem er den fünften Platz in der zweiten Bundesliga Nord erreichte. 2013 wurde Wilmsen vom Erstligisten TV Bühl verpflichtet. Mit dem badischen Verein erreichte er in der Saison 2013/14 die Challenge Round im CEV-Pokal und das Halbfinale der Bundesliga-Play-Offs. Anschließend wechselte Wilmsen zum Bundesliga-Konkurrenten TV Rottenburg, bei dem er bis 2018 aktiv war. Nach zwei Jahren in Schweden bei Habo Wolley und einem Jahr in der Schweiz bei Lindaren Volley Luzern spielt Wilmsen seit 2021 beim italienischen Drittligisten Olimpia SBV Galatina.